# André Akoun
Pour les articles homonymes, voir Akoun.
Prosper André Akoun, né le 27 mai 1929 à Oran, et mort le 12 mars 2010 à Paris 13e,, est un universitaire, docteur en sociologie,, enseignant en philosophie, professeur émérite de l'université de Paris-V-Sorbonne, et auteur de plusieurs articles dans des dictionnaires et encyclopédies dont Encyclopædia Universalis, mais également des revues telles que Hermès et Cahiers Internationaux de Sociologie.

## Biographie
André Akoun est né en 1929, à Oran en Algérie française. Il a étudié au lycée de sa ville natale puis en France métropolitaine aux facultés des Lettres et de Droit de Paris. Diplômé d'une licence en psychologie et d'un Capes de philosophie, il enseigne cette matière en tant que professeur du secondaire en 1959, en province, à Chartres et à Reims, puis au lycée Michelet de Vanves et plus tard à Paris, au Lycée Saint-Louis, et de 1965 à 1968 à Janson-de-Sailly. Fin 1968, il commence l’enseignement supérieur à la Sorbonne en tant que docteur en sociologie puis docteur d’État ès Lettres après ses thèses préparées sous la direction de Jean Cazeneuve. Il devient assistant, puis maître-assistant et ensuite professeur de sociologie au département de sciences sociales de l’Université Paris V - René Descartes.

## Publications
- Sociologie des communications de masse, Hachette, 1997
- L'illusion sociale: essai sur l'individualisme démocratique et son destin, Presses universitaires de France, 1989
- La communication démocratique et son destin. PUF. 1994.